# Sihleanu
Sihleanu – wieś w Rumunii, w okręgu Braiła, w gminie Scorțaru Nou. W 2011 roku liczyła 270 mieszkańców.